# Lerista gerrardii
Lerista gerrardii là một loài thằn lằn trong họ Scincidae. Loài này được Gray mô tả khoa học đầu tiên năm 1864.